# Liste der deutschen Botschafter in Madagaskar
Die Liste der deutschen Botschafter in Madagaskar enthält die Botschafter der Bundesrepublik Deutschland und der Deutschen Demokratischen Republik in Madagaskar sowie die Vertreter des Deutschen Kaiserreiches im Königreich Madagaskar. Sitz der Botschaft ist in Antananarivo. Die Botschaft ist ebenfalls zuständig für Mauritius.

## Bundesrepublik Deutschland
| Name                   | Amtszeit  | Anmerkungen           |
| ---------------------- | --------- | --------------------- |
| Ferdinand Friedensburg | 1960–1964 |                       |
| Willi Georg Steffen    | 1964–1967 |                       |
| Alfred Vestring        | 1971–1975 |                       |
| Kurt Schmidt           | 1975–1978 |                       |
| Peter Scholz           | 1979–1983 |                       |
| Carl-Heinz Rouette     | 1983–1987 |                       |
| Gottfried Fischer      | 1987–1991 |                       |
| Günter Held            | 1991–1994 |                       |
| Hubert Beemelmans      | 1995–1996 |                       |
| Klaus Sommer           | 1996–2000 |                       |
| Heinz-Peter Behr       | 2000–2003 |                       |
| Dieter Zeisler         | 2003–2006 |                       |
| Wolfgang Moser         | 2006–2010 |                       |
| Hans-Dieter Stell      | 2010–2013 | Geschäftsträger a. i. |
| Ulrich Hochschild      | 2013–2014 |                       |
| Harald Gehrig          | 2014–2019 |                       |
| Michael Derus          | 2019–2021 |                       |
| Günter Overfeld        | 2021      | Geschäftsträger a. i. |
| Wolfgang Wessel        | 2021–2022 |                       |
| Michael Häusler        | 2022–2024 |                       |
| Oliver Knoerich        | 2024–     |                       |

## Deutsche Demokratische Republik
| Name              | Amtszeit  | Anmerkungen                               |
| ----------------- | --------- | ----------------------------------------- |
| Helmut Matthes    | 1974–1976 | zweitakkreditiert aus Daressalam/Tansania |
| Hans-Jürgen Weitz | 1976–1980 | zweitakkreditiert aus Daressalam/Tansania |
| Manfred Richter   | 1980–1981 |                                           |
| Manfred Schubarth | 1982–1985 |                                           |
| Klaus Ernst       | 1985–1989 |                                           |
| Eleonora Schmid   | 1989–1990 |                                           |

## Deutsches Kaiserreich
| Name                   | Amtszeit  | Anmerkungen |
| ---------------------- | --------- | --- |
| Joh Kock               | 1879–1882 | im Dezember 1879 zum Konsul ernannt, trat seinen Dienst in Tamatave im Mai 1880 an                                            |
| Carl Ebenau            | 1882–1883 | sammelte verschiedene Reptilien und Wirbellose an der Ostküste Madagaskars und auf Nosy Be, Namensgeber von Uroplates ebenaui |
| Heinrich Tappenbeck    | 1883–     | |
| Albrecht Percy O’Swald |           | |
| Heinrich Tappenbeck    |           | zweite Amtszeit |